# Залесье (Кингисеппский район)
Залесье (ижор. Metsäkylä) — деревня в  Вистинском сельском поселении Кингисеппского района Ленинградской области.

## История
На карте Ингерманландии А. И. Бергенгейма, составленной по шведским материалам 1676 года, обозначена как деревня Saletsia.
Деревня Залесье упомянута на карте Ингерманландии А. Ростовцева 1727 года.
На карте Санкт-Петербургской губернии Ф. Ф. Шуберта 1834 года обозначены деревня Залесье и мыза Залесье.

ЗАЛЕСЬЕ — деревня принадлежит надворному советнику Подосенову, число жителей по ревизии: 27 м. п., 26 ж. п. (1838 год)

В пояснительном тексте к этнографической карте Санкт-Петербургской губернии П. И. Кёппена 1849 года, она записана как 
- Saljess'je, Herrensitz (мыза Залесье), количество жителей на 1848 год: ижоры — 4 м. п., 3 ж. п., всего 7 человек
- Metzäkylä (деревня Залесье), количество жителей на 1848 год: ижоры — 38 м. п., 65 ж. п., всего 103 человека.

Ижоры относились к православному Сойкинскому Николаевскому приходу.
Деревня Залесье упоминается на карте профессора С. С. Куторги 1852 года.

ЗАЛЕСЬЕ — деревня чиновника 6-го класса Подосёнова, 10 вёрст по почтовой, а остальное по просёлкам, число дворов — 5, число душ — 22 м. п. (1856 год)

ЗАЛЕСЬЕ — деревня, число жителей по X-ой ревизии 1857 года: 32 м. п., 38 ж. п., всего 60 чел.

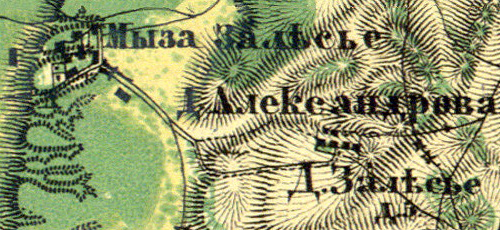
Деревня Залесье на карте 1860 года

Согласно «Топографической карте частей Санкт-Петербургской и Выборгской губерний» в 1860 году деревня Залесье состояла из 5 крестьянских дворов. Смежно с ней находилась одноимённая мыза и деревня Александрова.

ЗАЛЕСЬЕ — мыза владельческая при Финском заливе и колодцах, число дворов — 1, число жителей: 2 м. п., 3 ж. п.;

ЗАЛЕСЬЕ — деревня владельческая при Финском заливе и колодцах, число дворов — 5, число жителей: 27 м. п., 29 ж. п. (1862 год)

ЗАЛЕСЬЕ — деревня, по земской переписи 1882 года: семей — 10, в них 32 м. п., 30 ж. п., всего 62 чел.

В 1883—1885 годах временнообязанные крестьяне деревни выкупили свои земельные наделы у Е. Г. Кашеваровой и стали собственниками земли.

ЗАЛЕСЬЕ — деревня, число хозяйств по земской переписи 1899 года — 16, число жителей: 63 м. п., 48 ж. п., всего 111 чел.;
 разряд крестьян: бывшие владельческие; народность: финская

В конце XIX — начале XX века деревня административно относилась к Стремленской волости 2-го стана Ямбургского уезда Санкт-Петербургской губернии. Население деревни было исключительно ижорским.
В 1917 году деревня Залесье входила в состав Стремленской волости Ямбургского уезда.
С 1917 по 1924 год деревня Залесье входила в состав Залесского (Валяницкого) сельсовета Сойкинской волости Кингисеппского уезда.
С 1924 года в составе Горковского сельсовета.
Согласно данным переписи населения СССР 1926 года в деревне Залесье проживал 151 человек, все ижоры.
С 1927 года в составе Горковского сельсовета Котельского района.
В 1928 году население деревни Залесье также составляло 151 человек.

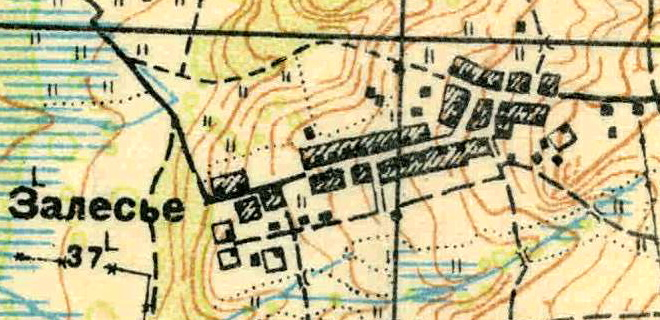
План деревни Залесье. 1930 год

Согласно топографической карте 1930 года деревня насчитывала 37 дворов.
С 1931 года в составе Кингисеппского района.
По данным 1933 года деревня Залесье входила в состав Горковского сельсовета Кингисеппского района.
Деревня была освобождена от немецко-фашистских оккупантов 1 февраля 1944 года.
В 1958 году население деревни Залесье составляло 108 человек.
По данным 1966, 1973 и 1990 годов деревня Залесье также входила в состав Сойкинского сельсовета Кингисеппского района.
В 1997 году в деревне Залесье проживали 59 человек, в 2002 году — 37 человек (русские — 86 %), деревня входила в состав Сойкинской волости с административным центром в деревне Вистино, в 2007 году — 45 человек.

## География
Деревня расположена в северной части района на автодороге 41А-007 (Санкт-Петербург — Ручьи).
Расстояние до административного центра поселения — 3 км.
Расстояние до ближайшей железнодорожной платформы Косколово — 18 км.
Деревня находится на Сойкинском полуострове у побережья Финского залива.

## Демография
| 1862 | 2007 | 2010 | 2017 |
| ---- | ---- | ---- | ---- |
| 61   | ↘45  | ↘43  | ↘38  |

### Национальный состав
Согласно данным Всероссийской переписи населения 2021 года в деревне проживали 18 человек, из них:
 русские — 15, ижорцы — 3 человека.

## Улицы
Зелёная, Луговой переулок, Песочная, Северная, Южная.